# قوشقنات
قوشقنات هي بلدة في مقاطعة شهرسبز في ولاية قشقداريا في أوزبكستان.